# ペトロ・バウチスタ
ペトロ・バウチスタ・ブラスケス（Petro Bautista Blasquez、1546年6月24日 - 1597年2月5日）は、スペインのフランシスコ会宣教師である。姓はバウティスタやバプチスタ（Baptista）、名はペドロ（Pedro）とも表記される。

## 経歴・人物
カスティーリャ・イ・レオン州のアビラ県サン・エステバン・デル・バリェに生まれ、サラマンカ大学に入学する。卒業後の1568年にフランシスコ会に入会し、1581年には東洋布教のためにフィリピン宣教団のメンバーとなった。これによってスペイン帝国の国家だったメキシコを経て、1583年にスペイン領東インド（フィリピン）のマニラに到着し同地で布教活動を行う。フィリピンでの布教中の1588年には遣外管区長を務め、以後1591年までその職にあたった。同年から1593年までは布教活動を行ったマニラの修道院長も務め、同年（文禄2年）5月当時フィリピン総督だったゴメス・ペレス・ダスマリニャスの特使となった事により肥前国松浦郡の平戸に渡来する。
その後、同国同郡の名護屋城（現在の佐賀県唐津市）にて豊臣秀吉と謁見し、その後はイエズス会の宣教師に対抗して、京都にて見物と称して滞日許可を得た。後に江戸に入り1594年には再度京都に戻って秀吉によって設けられた土地に「天使の元后」という名称を持つ聖母マリア教会を建立し、以後大坂や長崎でも修道院を建て布教活動にあたる。しかし1596年（慶長元年）に発生したサン＝フェリペ号事件により、事件の発端として京都で捕縛され耳削ぎされるといった拷問を受けた。その後は長崎に送還され、翌1597年2月5日（慶長元年12月19日）に磔刑に処され、後に日本二十六聖人の中心的人物になる。また刑死してから約150年たった1862年（文久2年）には日本で初の殉教者としても列聖された。